# Republik Baden
Die Republik Baden war ein Land des Deutschen Reichs während der Weimarer Republik und der Zeit des Nationalsozialismus und territorial identisch mit dem zuvor Großherzogtum Baden genannten deutschen Bundesstaat.

## Entstehung

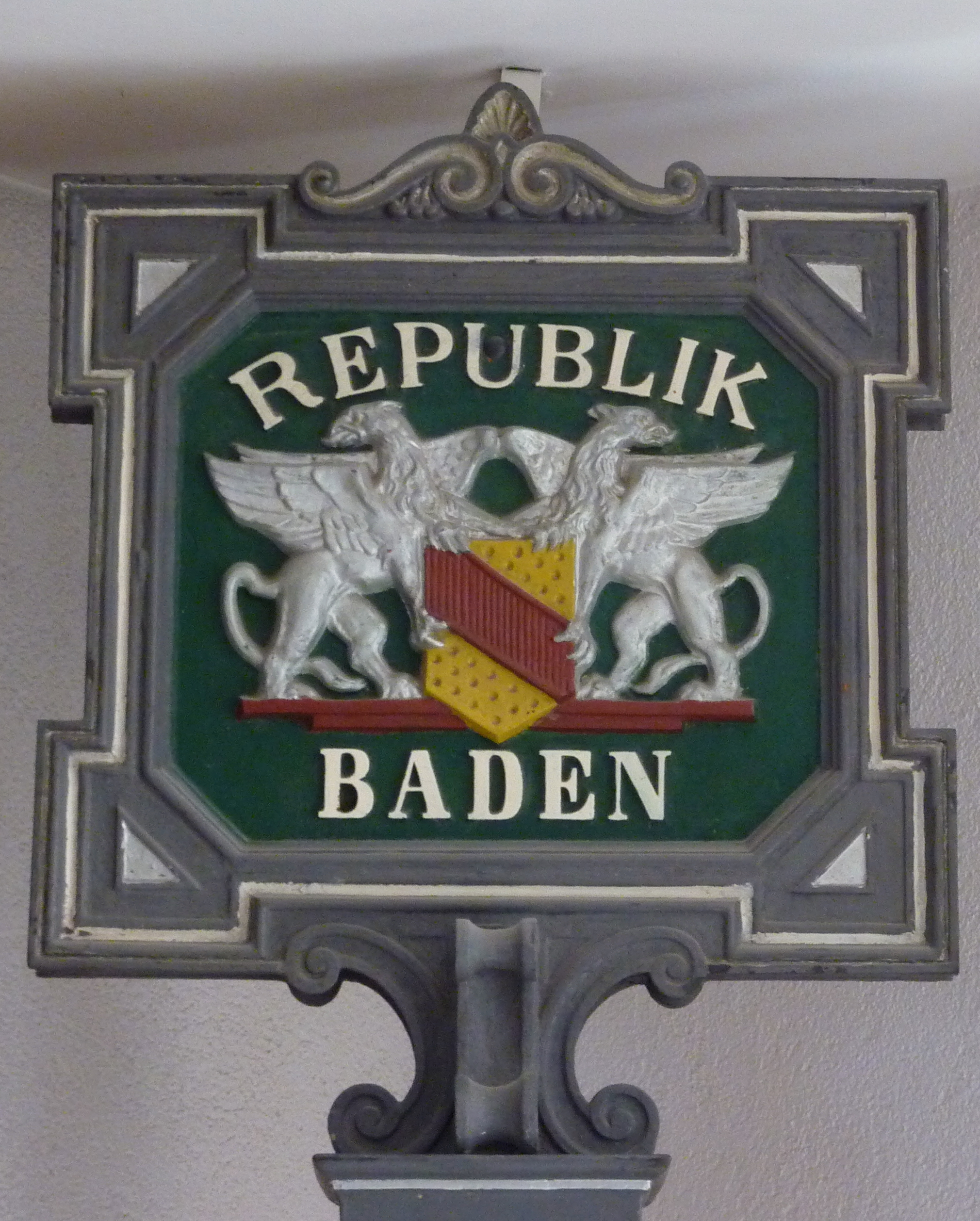
Republik Baden

Das badische Staatsministerium hatte am 2. November 1918 eine Wahlrechtsreform angekündigt, doch auch diese konnte den Fortgang der Dinge und das baldige Ende des Großherzogtums nicht mehr verhindern. Am 8. November kam es zu Bildung von Soldatenräten in Lahr und Offenburg. Einen Tag später formierten sich auch in Mannheim und Karlsruhe Arbeiter- und Soldatenräte, in deren Folge das badische Staatsministerium zurücktrat. In Karlsruhe und Mannheim konstituierten sich Wohlfahrtsausschüsse, bestehend aus der Stadtverwaltung, Stadträten und Parteien. Der Karlsruher Wohlfahrtsausschuss und der dortige Soldatenrat bildeten am 10. November aus Parteienvertretern eine provisorische Regierung, welche die Regierungsgewalt übernahm. Dies wurde am 11. November durch eine Versammlung der badischen Arbeiter- und Soldatenräte bestätigt, die sich als Landesausschuss konstituierte.
Der neue Ministerpräsident Anton Geiß und sein Vorgänger, Heinrich von und zu Bodman, besuchten den aus Karlsruhe geflüchteten Großherzog auf Schloss Zwingenberg.
Großherzog Friedrich II. verzichtete dort am 13. November vorläufig auf die Ausübung der Regierungsgewalt.
Die provisorische Regierung proklamierte am 14. November die Freie Volksrepublik Baden und setzte den Wahltermin für eine verfassunggebende Landesversammlung auf den 5. Januar 1919 fest.
Auf Schloss Langenstein verzichtete am 22. November 1918 Friedrich II. endgültig auf den Thron, wobei er dies mit Zustimmung seines Vetters Prinz Max von Baden auch für diesen und dessen Nachkommen erklärte.
Friedrich II. nannte sich nach seiner Abdankung Markgraf von Baden.

## Bezeichnung
Am 10. November 1918 wurde eine provisorische Regierung für Baden gegründet. Die Frage der Regierungsform wurde einer noch zu wählenden Landesversammlung vorbehalten. Am 14. November erklärte das sich nunmehr badische provisorische Volksregierung nennende Gremium die freie Volksrepublik.
Das Gesetz vom 21. März 1919, die badische Verfassung betreffend, bezeichnet Baden als demokratische Republik und verwendet direkt den Begriff Badische Republik. Die im Zusammenhang mit dieser Republik in der Literatur öfter zu findenden Begriffe Freistaat oder Volksrepublik kommen in der Verfassung nicht vor.

## Politik

### Regierungen
In der Nacht vom 9. auf den 10. November tagten in Karlsruhe der Soldatenrat und der durch den Karlsruher Bürgermeister Karl Siegrist ins Leben gerufene Wohlfahrtsausschuss gemeinsam und einigten sich auf eine provisorische Regierung.
Am 5. Januar 1919 erfolgte die Wahl zur badischen verfassunggebenden Nationalversammlung, die auf den 15. Januar zu ihrer konstituierenden Sitzung einberufen wurde. Da die USPD hier keine Mandate erhielt, schieden deren Mitglieder am 7. Januar aus der provisorischen Regierung aus und es verblieben die Regierungsmitglieder jener Parteien, die auch in Gesamt-Deutschland die sogenannte Weimarer Koalition bildeten.
Gemäß § 39 der Verfassung vom 21. März 1919 wählte der Landtag gemäß § 52 die Mitglieder des Staatsministeriums. Nach § 52 der Verfassung bestand das Staatsministerium „aus den Ministern, deren Zahl und Geschäftskreis durch Gesetz geregelt wird. Die Minister werden aus den zum Landtag wählbaren Staatsbürgern unter Bezeichnung der von ihnen zu verwaltenden Ministerien vom Landtag in öffentlicher Sitzung gewählt. Aus den Ministern ernennt der Landtag alljährlich den Präsidenten, der die Amtsbezeichnung ‚Staatspräsident‘ führt, und seinen Stellvertreter.
Dem Staatsministerium können nach Bedarf Mitglieder ohne eigenen Geschäftskreis (Staatsräte) mit Sitz und Stimme vom Landtag beigeordnet werden. Sie werden wie die Minister gewählt. Ihre Anzahl darf die Zahl der Minister nicht übersteigen.“
Von 1920 bis 1929 wurde zum Staatspräsidenten jährlich ein anderer der Minister gewählt, wobei auch ein Wechsel der Parteizugehörigkeit des Staatspräsidenten erfolgte.
Die Weimarer Koalition regierte die Republik Baden bis 21. November 1929. Nach der Landtagswahl vom Oktober 1929 führten Zentrum und SPD die Regierung ohne die DDP weiter, die nochmals relativ starke Stimmenverluste hinnehmen musste. Im November 1930 wurde die Basis der Regierungskoalition durch den Eintritt der DVP verbreitert. Im Streit um das Badische Konkordat verließ Ende November 1932 die SPD die Koalition.
Mit dem Vorläufigen Gesetz zur Gleichschaltung der Länder mit dem Reich verloren die Länder ihre Souveränität. Am 8. März 1933 unterrichtete der Reichsminister des Innern Wilhelm Frick die badische Landesregierung, dass er die Verordnung des Reichspräsidenten zum Schutz von Volk und Staat vom 28. Februar 1933 anwenden und Robert Wagner (NSDAP) als Reichskommissar für Baden ernannt habe.
Am 9. März 1933 erließ Wagner einen Aufruf an das badische Volk, in dem er verkündete, dass die Reichsregierung ihn beauftragt habe, die gesamten Befugnisse der obersten badischen Landesbehörden zu übernehmen.
Durch das Zweite Gesetz zur Gleichschaltung der Länder mit dem Reich (Reichsstatthaltergesetz; Altes Reichsstatthaltergesetz) vom 7. April 1933 wurde das Amt des Staatspräsidenten aufgehoben und die Einsetzung eines Reichsstatthalter durch den Reichspräsidenten auf Vorschlag des Reichskanzlers festgelegt. Am 5. Mai 1933 wurde Wagner zum Reichsstatthalter für Baden ernannt. Wagner ernannte zum 6. Mai 1933 Walter Köhler zum Ministerpräsidenten von Baden, ein Amt, das neu geschaffen wurde.
| Bezeichnung                  | Leitung                         | Amtszeit                                 | Parteien                               | Wahl durch                          |
| ---------------------------- | ------------------------------- | ---------------------------------------- | -------------------------------------- | ----------------------------------- |
| provisorische Volksregierung | Anton Geiß (SPD)                | 10. November 1918 bis 2. April 1919      | SPD; USPD; Fortschritt; DDP; Zentrum   | Soldatenrat und Wohlfahrtsausschuss |
| Kabinett Geiß II             | Anton Geiß (SPD)                | 2. April 1919 bis 4. August 1920         | SPD, DDP, Zentrum (Weimarer Koalition) | Nationalversammlung                 |
| Kabinett Trunk I             | Gustav Trunk (Zentrum)          | 4. August 1920 bis 21. November 1921     | SPD, DDP, Zentrum                      | Nationalversammlung                 |
| Kabinett Hummel              | Hermann Hummel (DDP)            | 21. November 1921 bis 7. November 1922   | SPD, DDP, Zentrum                      | 1. Landtag                          |
| Kabinett Remmele I           | Adam Remmele (SPD)              | 7. November 1922 bis 7. November 1923    | SPD, DDP, Zentrum                      | 1. Landtag                          |
| Kabinett Köhler I            | Heinrich Köhler (Zentrum)       | 7. November 1923 bis 7. November 1924    | SPD, DDP, Zentrum                      | 1. Landtag                          |
| Kabinett Hellpach            | Willy Hellpach (DDP)            | 7. November 1924 bis 26. November 1925   | SPD, DDP, Zentrum                      | 1. Landtag                          |
| Kabinett Trunk II            | Gustav Trunk (Zentrum)          | 26. November 1925 bis 23. November 1926  | SPD, DDP, Zentrum                      | 2. Landtag                          |
| Kabinett Köhler II           | Heinrich Köhler (Zentrum)       | 23. November 1926 bis 3. Februar 1927    | SPD, DDP, Zentrum                      | 2. Landtag                          |
| Kabinett Trunk III           | Gustav Trunk (Zentrum)          | 3. Februar 1927 bis 23. November 1927    | SPD, DDP, Zentrum                      | 2. Landtag                          |
| Kabinett Remmele II          | Adam Remmele (SPD)              | 23. November 1927 bis 23. November 1928  | SPD, DDP, Zentrum                      | 2. Landtag                          |
| Kabinett Schmitt I           | Josef Schmitt (Zentrum)         | 23. November 1928 bis 21. November 1929  | SPD, DDP, Zentrum                      | 2. Landtag                          |
| Kabinett Schmitt II          | Josef Schmitt (Zentrum)         | 21. November 1929 bis 20. November 1930  | SPD, Zentrum                           | 3. Landtag                          |
| Kabinett Wittemann           | Franz Josef Wittemann (Zentrum) | 20. November 1930 bis 18. September 1931 | SPD, Zentrum, DVP                      | 3. Landtag                          |
| Kabinett Schmitt III         | Josef Schmitt (Zentrum)         | 18. September 1931 bis 10. März 1933     | SPD, Zentrum, DVP                      | 3. Landtag                          |
| Kommissariats-Regierung      | Robert Wagner (NSDAP)           | 10. März bis 6. Mai 1933                 | NSDAP; Stahlhelm                       | ernannt von Reichsregierung         |
| Kabinett Köhler              | Walter Köhler (NSDAP)           | 6. Mai 1933 bis 4. April 1945            | NSDAP                                  | ernannt von Reichsstatthalter       |

### Landtag
Bei der Wahl zur badischen Nationalversammlung am 5. Januar 1919
wurde das Zentrum stärkste Partei vor der SPD. Die Parteien der Weimarer Koalition erreichten zusammen 91,5 % der Stimmen. Am 21. März 1919 beschloss die badische Nationalversammlung einstimmig die neue badische Verfassung, welche am 13. April durch die erste Volksabstimmung in der deutschen Geschichte mit großer Mehrheit der Abstimmenden angenommen wurde. Sie ist die einzige durch eine Volksabstimmung beschlossene Verfassung der Weimarer Republik. Der Landtag bildet Anfang April 1919 eine Regierung aus Parteien der Weimarer Koalition.
Wahlergebnisse:
| Jahr | Zentrum     | SPD         | DDP         | CVP       | DNVP       | Badischer Landbund | DVP       | KPD       | USPD      | WVbM      | NSDAP     | WP        | CSVD      | BBP       |
| 1919 | 36,6 % (39) | 32,1 % (36) | 22,8 % (25) | 7,0 % (7) | –          | –                  | –         | –         | –         | –         | –         | –         | –         | –         |
| 1921 | 37,9 % (34) | 22,7 % (20) | 8,5 % (7)   | 8,5 % (7) | 8,5 % (7)  | 8,3 % (7)          | 6,0 % (5) | 3,9 % (3) | 3,0 % (2) | 1,3 % (1) | –         | –         | –         | –         |
| 1925 | 36,8 % (28) | 20,9 % (16) | 8,7 % (6)   | –         | 12,2 % (9) | 12,2 % (9)         | 9,2 % (7) | 6,2 % (4) | –         | 3,0 % (2) | –         | –         | –         | –         |
| 1929 | 36,7 % (34) | 20,1 % (18) | 6,7 % (6)   | 3,7 % (3) | 3,7 % (3)  | –                  | 8,0 % (7) | 5,9 % (5) | –         | –         | 7,0 % (6) | 3,8 % (3) | 3,8 % (3) | 3,0 % (3) |

Zahl der errungenen Mandate in Klammern. An 100 % fehlende Stimmen: Nicht im Landtag vertretene Wahlvorschläge.
Die Wahl vom 5. Januar 1919 ist insofern historisch zu nennen, als bei ihr erstmalig das mit dem Reichswahlgesetz vom 30. November 1918 eingeführte aktive und passive Frauenwahlrecht angewandt wurde, noch vor der Reichstagswahl vom 19. Januar 1919. Ebenso historisch war die erste Rede einer Frau in einem deutschen Parlament bei der konstituierenden Sitzung am 15. Januar 1919 im Ständehaus (Karlsruhe), gehalten von der DDP-Abgeordneten Marianne Weber.
Bis 1933 wurde Baden meist von der Zentrumspartei regiert. Baden blieb – trotz württembergischer Versuche, während der Zeit des Nationalsozialismus die Vereinigung herbeizuführen – bis zum Ende des Zweiten Weltkriegs in seinen Grenzen unverändert. Das Land wurde durch die nationalsozialistische Reichsregierung jedoch ab 1933 gleichgeschaltet und dem Reichsstatthalter und Gauleiter Robert Wagner unterstellt.

### Staatssymbole
Nach der Novemberrevolution dankte auch das großherzogliche Haus in Baden ab, das Land wurde zur Republik Baden. Entsprechend wurden im Wappen alle monarchischen Herrschaftsinsignien entfernt, der Schild und die Greifen blieben jedoch bestehen. Die neue Regierung wollte die historische Kontinuität betonen und verzichtete auf republikanische Symbolik. Das seit 1830 gültige badische Staatswappen wurde nur geringfügig modifiziert. Am 19. Oktober 1918 beauftragte die Regierung den Grafiker Heinrich Ehehalt einen Entwurf zu erstellen. Seine querovale Form war für Wappen ungewöhnlich. In der Staatlichen Majolika Manufaktur Karlsruhe wurde das Muster hergestellt (Maße —  Tiefe: 3 cm, Breite: 31,8 cm, Höhe: 25,5 cm).
Durch Verordnung. Das badische Wappen und die Dienstsiegel. vom 4. Januar 1921 wurde dieser Entwurf zum offiziellen Staatswappen erklärt.
Die Republik Baden verwendete die Flagge des Großherzogtums weiterhin. Eine Hymne gab es nicht. Die alte Fürstenhymne des Großherzogtums konnte nicht verwendet werden und das Badnerlied war nie eine offizielle Hymne.

## Verwaltung
Bis zum Jahre 1924 gliederte sich Baden in vier Landeskommissärbezirke, elf Kreise und 53 Amtsbezirke. Die Zahl der Amtsbezirke wurde nach 1924 auf 40 reduziert, wobei die Zahl der Gemeinden weiterhin 1536 betrug.

## Vorbereitungen zu einem „Reichsgau Oberrhein“
Am 22. Juni 1940 wurde zwischen Frankreich und Deutschland der Waffenstillstand geschlossen. Das Elsass stand zunächst wie andere durch Deutschland besetzte französische Gebiete unter deutscher Militärverwaltung. Mittels eines Führererlasses vom 2. August 1940 wurde eine Zivilverwaltung in Straßburg geschaffen, als deren Leiter (Chef der Zivilverwaltung – C.d.Z.) der „Reichsstatthalter des Landes Baden“ Robert Wagner eingesetzt wurde. Die dort geschaffenen Verwaltungsabteilungen wurden überwiegend in Personalunion durch die Leiter der entsprechenden badischen Behörden geführt. Es wurde auch eine namhafte Anzahl badischer Beamter ins Elsass abgeordnet. Ziel war die Schaffung eines „Reichsgaues Oberrhein“ durch die Zusammenlegung von Baden und Elsass, wobei die Zentralbehörden in Straßburg angesiedelt werden sollten. Zur Vorbereitung sollten die badischen Ministerien von Karlsruhe nach Straßburg verlegt werden, wogegen sich jedoch das Innenministerium und das Finanz- und Wirtschaftsministerium sperrten. Das badische Kultusministerium zog jedoch um.
Das Amtsblatt des badischen Kultusministeriums wurde per 1. Januar 1943 mit jenem der entsprechenden Abteilung der elsässischen Zivilverwaltung zusammengelegt.
Während ein „Reichsgau Oberrhein“ nicht realisiert wurde, existierte ein Parteigau Baden-Elsass der NSDAP ab 22. März 1941.
Im April 1945 wurde das Territorium Badens im Norden von der 7. US-Armee besetzt. Südbaden wurde von der 1. französischen Armee nach teils heftigen Kämpfen erobert.

## Nachkriegsdeutschland
Nach dem Zweiten Weltkrieg wurde der nördliche Teil von Baden Teil der amerikanischen, der südliche Teil der französischen Besatzungszone. Die Südgrenze der amerikanischen Besatzungszone wurde so gewählt, dass die Autobahn Karlsruhe–München (heutige A8) auf der ganzen Strecke innerhalb der amerikanischen Besatzungszone lag. Grenzen waren die jeweiligen Kreisgrenzen. Die Militärregierungen der Besatzungszonen gründeten 1945/46 die Länder Württemberg-Baden in der amerikanischen, sowie Baden und Württemberg-Hohenzollern in der französischen Zone. Diese Länder wurden am 23. Mai 1949 zu Ländern der neugegründeten Bundesrepublik Deutschland.
Das Grundgesetz für die Bundesrepublik Deutschland forderte über Artikel 118 Maßnahmen zur Neugliederung der drei Länder. Im Zuge dessen kam es am 25. April 1952 zur Fusion der Länder Württemberg-Baden, Baden (d. h. Südbaden) und Württemberg-Hohenzollern zum Land Baden-Württemberg. Nähere Details zu diesem Thema sowie die weitere Geschichte sind unter Baden-Württemberg aufgeführt.